# John Harrison
John Harrison (ngày 3 tháng 4 năm 1693 - 24 tháng 3 năm 1776) là một thợ mộc, thợ đồng hồ tự học người Anh, người đã phát minh ra đồng hồ hàng hải (marine chronometer), với nguyên lý sử dụng thanh lưỡng kim, một thiết bị được mong đợi lâu nay để giải quyết vấn đề tính toán kinh độ trong khi trên biển. Giải pháp của ông đã cách mạng hóa việc vận chuyển hàng hải và làm tăng đáng kể sự an toàn của du lịch biển đường dài. Vấn đề ông giải quyết được coi là rất quan trọng sau thảm họa hải quân Scilly năm 1707 mà Quốc hội Anh đã đề ra khoản thưởng tài chính lên đến 20.000 bảng Anh (tương đương 2,84 triệu bảng Anh ngày nay) theo Đạo luật về Kinh độ năm 1714 (Longitude Act 1974).
Harrison đứng thứ 39 trong cuộc thăm dò ý kiến công chúng năm 2002 của BBC về 100 người Anh vĩ đại nhất.